# Arrondissement di Vitry-le-François
L'arrondissement di Vitry-le-François è una suddivisione amministrativa francese, situata nel dipartimento della Marna e nella regione del Grand Est.

## Composizione
L'arrondissement di Vitry-le-François raggruppa 113 comuni in 6 cantoni:
- cantone di Heiltz-le-Maurupt
- cantone di Saint-Remy-en-Bouzemont-Saint-Genest-et-Isson
- cantone di Sompuis
- cantone di Thiéblemont-Farémont
- cantone di Vitry-le-François-Est
- cantone di Vitry-le-François-Ovest